# Bistonina erema
Bistonina erema is een vlinder uit de familie van de Lycaenidae. De wetenschappelijke naam van de soort werd als Thecla erema in 1867 gepubliceerd door William Chapman Hewitson.